# Jenifer Bartoli

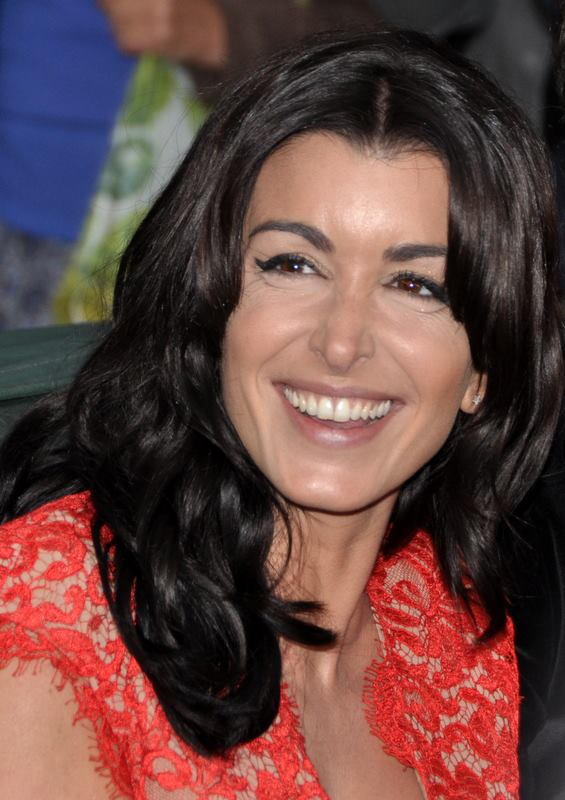
Jenifer, 2012

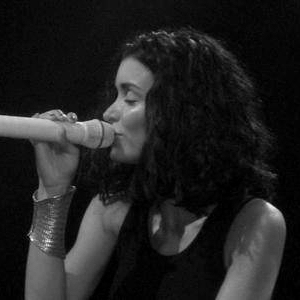
Jenifer, 2005

Jenifer Yaël Dadouche-Bartoli (* 15. November 1982 in Nizza), bekannt als Jenifer, ist eine französische Pop-Sängerin, die 2002 die französische Castingshow Star Academy gewann und seitdem mit mehreren Hits in den französischen und Schweizer Charts bekannt wurde. Ihre erste Single J'attends l'amour erreichte den zweiten Platz der französischen Singlecharts.
Sie ist seit 2014 auch in der französischen Version von The Voice als Coach und in Film- und Fernsehproduktionen als Schauspielerin tätig.

## Diskografie

### Alben
| Jahr | Titel                 | Höchstplatzierung, Gesamtwochen, AuszeichnungChartplatzierungen (Jahr, Titel, Platzierungen, Wochen, Auszeichnungen, Anmerkungen) | Höchstplatzierung, Gesamtwochen, AuszeichnungChartplatzierungen (Jahr, Titel, Platzierungen, Wochen, Auszeichnungen, Anmerkungen) | Höchstplatzierung, Gesamtwochen, AuszeichnungChartplatzierungen (Jahr, Titel, Platzierungen, Wochen, Auszeichnungen, Anmerkungen) | Anmerkungen                              |
| Jahr | Titel                 | FR | BEW | CH | Anmerkungen                              |
| ---- | --------------------- | --- | --- | --- | ---------------------------------------- |
| 2002 | Jenifer               | FR2 Platin · (84 Wo.)FR | BEW1 Gold · (41 Wo.)BEW | CH9 (37 Wo.)CH | Erstveröffentlichung: 25. März 2002      |
| 2004 | Le passage            | FR2 Platin · (82 Wo.)FR | BEW3 Gold · (40 Wo.)BEW | CH16 (10 Wo.)CH | Erstveröffentlichung: 1. Juni 2004       |
| 2005 | Jenifer fait son live | FR6 Gold · (30 Wo.)FR | BEW6 (16 Wo.)BEW | CH77 (3 Wo.)CH | Erstveröffentlichung: 3. Oktober 2005    |
| 2007 | Lunatique             | FR1 (64 Wo.)FR | BEW2 Gold · (52 Wo.)BEW | CH25 (12 Wo.)CH | Erstveröffentlichung: 5. November 2007   |
| 2010 | Appelle-moi Jen       | FR13 (27 Wo.)FR | BEW10 (33 Wo.)BEW | — | Erstveröffentlichung: 29. November 2010  |
| 2012 | L’amour et moi        | FR3 Gold · (49 Wo.)FR | BEW1 (43 Wo.)BEW | CH46 (2 Wo.)CH | Erstveröffentlichung: 14. September 2012 |
| 2013 | Ma déclaration        | FR2 Platin · (25 Wo.)FR | BEW1 (51 Wo.)BEW | CH23 (6 Wo.)CH | Erstveröffentlichung: 3. Juni 2013       |
| 2016 | Paradis secret        | FR8 (11 Wo.)FR | BEW13 (25 Wo.)BEW | CH50 (1 Wo.)CH | Erstveröffentlichung: 28. Oktober 2016   |
| 2018 | Nouvelle page         | FR2 ×2Doppelplatin · (99 Wo.)FR                                                                                                   | BEW4 (73 Wo.)BEW | CH17 (3 Wo.)CH | Erstveröffentlichung: 26. Oktober 2018   |
| 2022 | N° 9                  | FR4 (10 Wo.)FR | BEW7 (15 Wo.)BEW | — | Erstveröffentlichung: 4. November 2022   |
| 2024 | Jukebox 2002-2012     | — | BEW17 (3 Wo.)BEW | — | Erstveröffentlichung: 22. November 2024  |

### Singles
| Jahr | Titel Album                                                          | Höchstplatzierung, Gesamtwochen, AuszeichnungChartplatzierungen (Jahr, Titel, Album, Platzierungen, Wochen, Auszeichnungen, Anmerkungen) | Höchstplatzierung, Gesamtwochen, AuszeichnungChartplatzierungen (Jahr, Titel, Album, Platzierungen, Wochen, Auszeichnungen, Anmerkungen) | Höchstplatzierung, Gesamtwochen, AuszeichnungChartplatzierungen (Jahr, Titel, Album, Platzierungen, Wochen, Auszeichnungen, Anmerkungen) | Anmerkungen                                                               |
| Jahr | Titel Album                                                          | FR | BEW | CH | Anmerkungen                                                               |
| --- | -------------------------------------------------------------------- | --- | --- | --- | ------------------------------------------------------------------------- |
| 2002 | Gimme! Gimme! Gimme! (A Man After Midnight) Star Academy - The Album | FR1 Silber · (17 Wo.)FR | BEW11 (9 Wo.)BEW | — | Erstveröffentlichung: 4. Februar 2002 mit Olivia Ruiz und Carine Haddadou |
| 2002 | J’attends l’amour Jenifer                                            | FR2 Gold · (19 Wo.)FR | BEW2 Gold · (13 Wo.)BEW | — | Erstveröffentlichung: 16. April 2002                                      |
| 2002 | Au soleil Jenifer                                                    | FR2 Gold · (24 Wo.)FR | BEW4 (17 Wo.)BEW | CH63 (8 Wo.)CH | Erstveröffentlichung: 29. Juli 2002                                       |
| 2002 | Des mots qui résonnent Jenifer                                       | FR4 (23 Wo.)FR | BEW3 Gold · (15 Wo.)BEW | CH15 (21 Wo.)CH | Erstveröffentlichung: 12. November 2002                                   |
| 2003 | Donne-moi le temps Jenifer                                           | FR8 (31 Wo.)FR | BEW7 (15 Wo.)BEW | CH18 (21 Wo.)CH | Erstveröffentlichung: 15. April 2003                                      |
| 2004 | Ma révolution Le passage                                             | FR9 (22 Wo.)FR | BEW9 (13 Wo.)BEW | CH21 (13 Wo.)CH | Erstveröffentlichung: 8. Juni 2004                                        |
| 2004 | Le souvenir de ce jour Le passage                                    | FR6 (23 Wo.)FR | BEW7 (14 Wo.)BEW | CH27 (10 Wo.)CH | Erstveröffentlichung: 28. September 2004                                  |
| 2005 | C’est de l’or Le passage                                             | FR14 (18 Wo.)FR | BEW17 (10 Wo.)BEW | CH71 (8 Wo.)CH | Erstveröffentlichung: 28. Februar 2005                                    |
| 2005 | Serre-moi Le passage                                                 | FR25 (20 Wo.)FR | BEW14 (10 Wo.)BEW | CH51 (12 Wo.)CH | Erstveröffentlichung: 29. August 2005                                     |
| 2007 | Tourner ma page Lunatique                                            | FR3 (22 Wo.)FR | BEW3 (19 Wo.)BEW | CH37 (17 Wo.)CH | Erstveröffentlichung: 19. November 2007                                   |
| 2008 | Comme un hic Lunatique                                               | FR10 (23 Wo.)FR | BEW6 (15 Wo.)BEW | CH73 (2 Wo.)CH | Erstveröffentlichung: 10. März 2008                                       |
| 2010 | Je danse Appelle-moi Jen                                             | FR29 (9 Wo.)FR | BEW3 (23 Wo.)BEW | — | Erstveröffentlichung: 20. September 2010                                  |
| 2011 | L’envers du paradis Appelle-moi Jen                                  | FR59 (5 Wo.)FR | — | — | Erstveröffentlichung: 7. März 2011                                        |
| 2011 | L’amour fou Appelle-moi Jen                                          | FR86 (1 Wo.)FR | — | — | Erstveröffentlichung: 29. August 2011                                     |
| 2012 | Sur le fil L’amour et moi                                            | FR24 (32 Wo.)FR | BEW11 (13 Wo.)BEW | — | Erstveröffentlichung: 4. Juni 2012                                        |
| 2012 | L’amour & moi L’amour et moi                                         | FR26 (22 Wo.)FR | BEW22 (9 Wo.)BEW | — | Erstveröffentlichung: 24. September 2012                                  |
| 2013 | Les jours électriques L’amour et moi                                 | FR52 (12 Wo.)FR | — | — | Erstveröffentlichung: 7. Januar 2013                                      |
| 2013 | Poupée de cire poupée de son Ma déclaration                          | FR21 (11 Wo.)FR | BEW16 (9 Wo.)BEW | — | Erstveröffentlichung: 22. April 2013                                      |
| 2013 | Résiste Ma déclaration                                               | FR85 (3 Wo.)FR | — | — | Erstveröffentlichung: 3. Juni 2013                                        |
| 2013 | Évidemment Ma déclaration                                            | FR97 (1 Wo.)FR | — | — | Erstveröffentlichung: 16. September 2013                                  |
| 2013 | Love Me –                                                            | FR152 (1 Wo.)FR | — | — | Yohann Malory featuring Jenifer                                           |
| 2016 | Paradis secret                                                       | FR7 (13 Wo.)FR | BEW44 (2 Wo.)BEW | — | Erstveröffentlichung: 17. Juni 2016                                       |
| 2016 | Mourir dans tes yeux Paradis secret                                  | FR34 (7 Wo.)FR | — | — | Erstveröffentlichung: 9. September 2016                                   |
| 2016 | Aujourd’hui Paradis secret                                           | FR151 (1 Wo.)FR | — | — | Erstveröffentlichung: 21. November 2016                                   |
| 2018 | Notre idylle Nouvelle page                                           | FR175 (1 Wo.)FR | BEW13 (15 Wo.)BEW | — | Erstveröffentlichung: 27. August 2018                                     |
| 2018 | Encore et encore Nouvelle page                                       | — | BEW28 (7 Wo.)BEW | — | Erstveröffentlichung: 2. November 2018                                    |
| 2019 | Les choses simples Nouvelle page                                     | FR183 Platin · (1 Wo.)FR | BEW8 (17 Wo.)BEW | — | Erstveröffentlichung: 15. März 2019 feat. Slimane                         |
| 2022 | Sauve qui aime N° 9                                                  | — | BEW15 (19 Wo.)BEW | — | Erstveröffentlichung: 18. August 2022                                     |
| 2023 | Je te donne N° 9                                                     | — | BEW50 (1 Wo.)BEW | — | feat. M. Pokora                                                           |
| Folgende Lieder erschienen nicht als Single, wurden aber durch das Album zum Download und Streaming bereitgestellt und konnten somit eine Platzierung erlangen: |                                                                      | | | |                                                                           |
| |                                                                      | | | |                                                                           |
| 2013 | Ella, elle l’a Ma déclaration                                        | FR90 (1 Wo.)FR | — | — |                                                                           |
| 2013 | Si maman si Ma déclaration                                           | FR117 (1 Wo.)FR | — | — |                                                                           |
| 2013 | La déclaration d’amour Ma déclaration                                | FR148 (1 Wo.)FR | — | — |                                                                           |
| 2013 | Diego, libre dans sa tête Ma déclaration                             | FR164 (1 Wo.)FR | — | — | mit Chjami Aghjalesi                                                      |
| 2013 | Message personnel Ma déclaration                                     | FR190 (1 Wo.)FR | — | — |                                                                           |
| 2013 | L’air du vent We Love Disney (Kompilation)                           | FR43 (6 Wo.)FR | — | — |                                                                           |
| 2015 | Ricordu Corsu – Mezu mezu (Kompilation)                              | FR136 (1 Wo.)FR | — | — | mit Laurent Bruschini                                                     |
| 2016 | Mon fils, ma bataille Balavoine(s) (Kompilation)                     | FR55 (1 Wo.)FR | — | — |                                                                           |

## Filmografie
| Jahr            | Titel                       | Rolle         | Regisseur              | Anmerkungen |
| --------------- | --------------------------- | ------------- | ---------------------- | ----------- |
| 2012–2015, 2019 | The Voice                   |               |                        | Coach       |
| 2014            | Les Francis                 | Laetitia      | Fabrice Begotti        |             |
| 2017            | Don’t Tell Her              | Laura Brunel  | Solange Cicurel        |             |
| 2018            | Zwei auf der Flucht         | Sarah Munoz   | Ludovic Colbeau-Justin |             |
| 2019            | Le temps est assassin       | Salomé Romani | Claude-Michel Rome     |             |
| 2014–2020       | The Voice Kids (Frankreich) |               |                        | Coach       |

## Auszeichnungen
NRJ Music Awards
- 2003: Bester Newcomer
- 2004: Beste französische Künstlerin
- 2005: Beste französische Künstlerin
- 2005: Bestes französisches Album (Le Passage)
- 2006: Beste französische Künstlerin
- 2008: Beste französische Künstlerin

MTV Europe Music Awards
- 2004: Bester französischer Künstler